# Auerrindprojekt
|                                                         | Dieser Artikel wurde im Portal Land- und Forstwirtschaft zur Verbesserung eingetragen. Als Begründung wurde angegeben: „Inhaltlich überarbeiten siehe hier --V ¿ 13:40, 11. Apr. 2018 (CEST)“. Hilf mit, ihn zu bearbeiten, und beteilige dich an der Diskussion! |
| Vorlage:Portalhinweis/Wartung/Land- und Forstwirtschaft | |

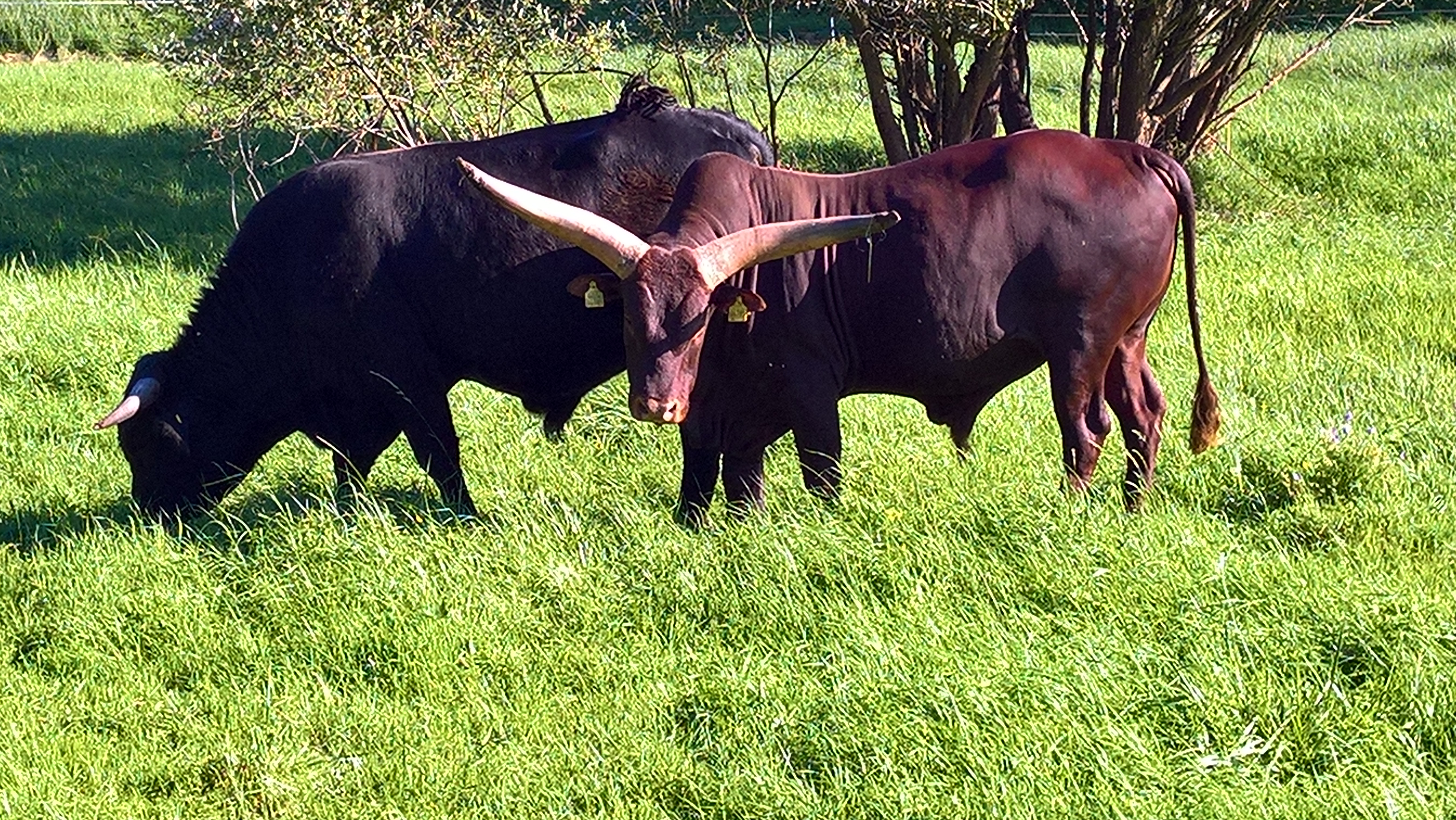
Ein Sayaguesa-Jungstier und ein Watussi-Stier des Auerrindprojektes im Sommer 2017 auf einer Wiese zwischen Kloster Lorsch und dem Freilichtlabor Lauresham

Das Auerrindprojekt des Freilichtlabors Lauresham (Kloster Lorsch) ist ein Projekt zur (Nach-)Züchtung einer ‚Auerrind’ genannten dem Auerochsen ähnlichen Rinderrasse; es ist die jüngste von verschiedenen solcher Abbildzüchtungen, wovon das ab den 1920er Jahren entstandene Heckrind wohl am bekanntesten ist.
Kurz- bis mittelfristig soll das Auerrind durch gezielte Züchtung der ausgestorbenen wilden Form des eurasischen Auerochsen in Aussehen, Verhalten und Genetik so nahe wie möglich kommen. Mittel- bis langfristig soll das Auerrind durch Auswilderung, Entdomestizierung und natürliche Auslese die ökologische Rolle des ursprünglichen Auerochsen in der europäischen Natur einnehmen. Entstanden ist das Auerrindprojekt 2013 am Freilichtlabor Lauresham des Klosters Lorsch in Hessen. Es entwickelte sich aus einem Vorgängerprojekt, seit 2015 ist es eigenständig. 2016 wurden die ersten Kreuzungskälber der F1-Generation geboren.

## Hintergrund und Ziele des Laureshamer Auerrindprojektes

### Hintergrund
Die Landschaft Europas ist seit jeher durch den Einfluss großer Pflanzenfresser geprägt. Ursprünglich waren dies Wildtiere wie Wisent, Wildpferd, Auerochse, Elch, Rothirsch und andere. Im Zuge der Besiedlung Europas durch Menschen wurde diese Rolle von domestizierten Tieren wie Hausrind, Hausschaf und Hauspferd übernommen, die nicht nur Wiesen, sondern auch alle anderen Naturstandorte wie Wälder, Moore, Heiden usw. beweideten. Seit Beginn der Industrialisierung schwindet dieser Einfluss von Weidetieren auf die gesamte Natur und ist heute außerhalb von Agrarweiden praktisch zum Erliegen gekommen. Die verbleibenden Wildtiere wie Rothirsch und Reh können diese Aufgabe nicht ausfüllen, da sie nicht nur wesentlich kleiner sind, sondern auch ein völlig anderes Ernährungsverhalten haben als Rinder und Pferde.
Im Naturschutz wird daher seit einigen Jahrzehnten die naturnahe Ganzjahresbeweidung mit Wild- wie auch mit Haustieren als Gestaltungs- und Erhaltungsmittel eingesetzt. Als Ersatz für die ausgestorbenen Wildformen von Pferd und Auerochse werden dabei robuste, ursprüngliche Rassen von Hauspferd und Hausrind eingesetzt. Seit ungefähr 2010 gibt es Bestrebungen, Hauspferd und Hausrind wieder in den ursprünglichen Wildzustand zu überführen. Führend dabei sind Organisationen wie Rewilding Europe und das Tauros-Programm.
Im „biologischen Sinne sind Hausrinder auch Auerochsen.“ Theoretisch könnten daher einfach beliebige domestizierte Rinderrassen als Ersatz für den wilden Auerochsen ausgewildert werden. Aus praktischen wie ethischen Gründen sind für Auswilderungsprojekte jedoch Formen des Hausrindes zu bevorzugen, die in all ihren Merkmalen möglichst der ausgestorbenen wilden Form des Auerochsen ähneln. Die Merkmale des Auerochsen entwickelten sich in einem hunderttausende Jahre währenden Anpassungsprozess an das Leben in der Wildnis. Es ist daher davon auszugehen, dass diese Merkmale für ein Leben und Überleben im halbwilden oder ganz wilden Zustand weit besser als die jeweiligen abgewandelten Merkmale des Hausrindes geeignet sind.

### Projektziele
Übergreifendes Leitziel des Auerrindprojektes ist gemäß Projektleiter Klaus Kropp „die Rückkehr einer europäischen Schlüsselart in unser Ökosystem.“
Es werden drei miteinander verknüpfte Ziele beschrieben: die Förderung von Landschaftspflege und Naturschutz mit Hilfe von großen Pflanzenfressern, die Züchtung eines dafür geeigneten Rindes nach Vorbild der ursprünglichen, wilden Form des Auerochsen, den Erwerb und die Vertiefung von Wissen zu Methoden und ökologischen Auswirkungen von natürlicher Beweidung, sowie zu Aussehen, Verhalten und Genetik des Auerochsens.
Landschaftspflege und Naturschutz
Mittels Naturentwicklungs- und Renaturierungsprojekten soll die Landschaft im hessischen Landkreis Bergstraße, dem Sitz des Freilichtlabors Lauresham, ein Stück ursprünglicher gemacht werden. Zentral hierfür ist der Einsatz von großen Pflanzenfressern, unter denen das Rind die Rolle einer ökologischen Schlüsselart einnimmt. Der Dung ist Nahrungsgrundlage für zahlreiche Insektenarten, die ihrerseits als Nahrung für Vögel und Fledermäuse dienen. Suhlen und Scharfstellen der Rinder lockern Boden und Pflanzendecke auf und können nach Regenfällen als Laichgebiet von Amphibien genutzt werden. Das Fressverhalten schafft eine halboffene, strukturreiche Landschaft mit einer artenreichen Flora und Fauna. Die nachwachsenden weichen Pflanzenteile sind Nahrungsgrundlage für andere Pflanzenfresser wie Hasen, Gänse, Rotwild und Pferde, die, anders als die Rinder, grobes und hartes Pflanzenmaterial weniger gut verarbeiten können.
Züchtung des Auerrindes
Um eine Rinderrasse zu erhalten, die bestmöglich an diese Aufgaben und an ein ganzjähriges unbetreutes Leben in der freien Natur angepasst ist, soll das Auerrind geschaffen werden. Durch gezielte Züchtung soll es der ausgestorbenen wilden Form des eurasischen Auerochsen in Aussehen, Verhalten und Genetik so nahe wie möglich kommen und dabei besonders robust sein. Während es kurz- und mittelfristig nur unter menschlicher Betreuung in Beweidungsprojekten eingesetzt wird (nicht nur im Landkreis Bergstraße, sondern in Zusammenarbeit mit lokalen Partnern auch deutschlandweit), soll es langfristig in geeigneten Gebieten auch vollständig ausgewildert werden.
Forschung
Unterstützend zu diesen beiden Zielen ist eine wissenschaftliche Begleitforschung geplant, die sowohl Grundlagenwissen zur Umsetzung der Projektziele liefert, wie auch durch Auswertung des Projektes selbst experimentalarchäologisch Wissen über die ökologische Rolle des Auerochsen und die ökologischen Auswirkungen von Beweidung im Mittelalter schafft. Die Forschung soll laut Claus Kropp teils eigenständig, teils in Zusammenarbeit mit wissenschaftlichen Forschungseinrichtungen durchgeführt werden.

### Zusammenarbeit mit anderen Projekten
Während es zwei ältere, ähnlich gelagerte und ökologisch motivierte Projekte zur Abbildzüchtung des Auerochsens gibt, das Taurusprojekt (seit 1996) und das Taurosprogramm (seit 2008), entschied man sich beim Auerrindprojekt für einen eigenständigen Weg, um die Zuchtstrategie und die eingesetzten Ausgangsrassen selbst bestimmen zu können. Mit diesen beiden Projekten besteht jedoch reger fachlicher Austausch.

## Zuchtplan
Grundsätzliches Ziel ist nach Projektleiter Kropp, im Kontext von 10–20 Jahren ein hohes Maß an Homogenität bei den Kreuzungstieren zu erreichen, weswegen die Anzahl der Gründerrassen möglichst gering gehalten wird.

### Verwendete Rinderrassen
Gemäß Kropp hat das Auerrindprojekt fünf robuste und ursprüngliche Landrassen für seine Züchtung ausgewählt, die in ihren Herkunftsgebieten gewöhnlich in ganzjähriger Weidehaltung im natürlichen Herdenverband gehalten werden und als umgänglich gelten. Diese stehen laut Kropp bezüglich genetischer und phänotypischer Ausstattung sowie Verhaltensweisen dem Auerochsen noch relativ nahe. Die fünf Rassen zusammen vereinen wesentliche äußerliche Auerochsenmerkmale.
Die ausgewählten Rassen:
- Aus Mittelitalien stammen die Chianinarinder[21]. Sie sind langbeinig und großrahmig und gelten als eine der größten Rinderrassen weltweit. Ihre Hörner sind zwar klein, aber auerochsenartig nach vorne ausgerichtet.
- Zur Podolischen Rindergruppe zählen die italienischen Maremmanarinder[22] und die Ungarischen Steppenrinder[23]. Äußerlich sind sich die beiden Rassen ähnlich und werden im Projekt austauschbar verwendet. Ihre Hörner sind zwar nach oben ausgerichtet, aber auerochsenartig groß. Das Maremmanarind hat anders als die meisten ungarischen Steppenrinder einen ausgeprägten auerochsenartigen Widerrist mit langen Dornfortsätzen.
- Die spanischen Sayaguesarinder[24] sind auerochsenartig groß und langbeinig, wenn auch nicht so groß wie die Chianinarinder. Ihre mittelgroßen Hörner sind nach vorne gerichtet. Ihre Schädel sind recht lang; anders als die pädomorph verkürzten Schädel vieler anderer Rinderrassen.
- Die afrikanischen Watussirinder[25] zeichnen sich durch besonders große und dicke Hörner aus. Diese werden benötigt, um in der Rassenmischung den Einfluss der nur mittelgroßen Sayaguesahörner sowie die der kleinen Chianinahörner auszugleichen.[26] Da sie als afrikanische Rinderrasse nicht eng mit den europäischen Rassen verwandt sind, erhöhen sie die genetische Variabilität der Rassenmischung, eine für die Anpassung an neue oder sich ändernde Umweltbedingungen wichtige Gegebenheit.

### Zuchtschritte
Gemäß Claus Kropp ist geplant, für die ersten zwei Kreuzungsgenerationen zwei getrennte Zuchtlinien zu schaffen, die dann in der dritten Kreuzungsgeneration vereinigt werden:
1. Schaffung von zwei Zuchtlinien
  - Die eine Zuchtlinie entsteht durch Kreuzung von Chianina und Watussi.
  - Die zweite Zuchtlinie entsteht durch Kreuzung von Podolischem Rind (Maremmana bzw. Ungarischem Steppenrind) und Sayaguesa.
2. Weiterzüchtung innerhalb der jeweiligen Zuchtlinien
  - Die Kreuzungstiere der ersten Kreuzungsgeneration (F1) der Chianina × Watussi Zuchtlinie werden untereinander verpaart (F1 × F1), um die Kreuzungstiere der zweiten Kreuzungsgeneration (F2) zu schaffen.
  - Entsprechend wird mit der Podolischem Rind × Sayaguesa Zuchtlinie verfahren.
3. Verbindung der beiden Zuchtlinien
  - Aus den F2 der beiden Zuchtlinien werden die besten Tiere ausgewählt und miteinander verkreuzt, um die Kreuzungstiere der dritten Kreuzungsgeneration (F3) zu schaffen, die nun von allen vier Ausgangsrassen abstammen.
4. Fortgesetzte Selektionszucht mit der nun vereinheitlichten, einzigen Zuchtlinie
  - Aus den Kreuzungstieren der dritten Kreuzungsgeneration (F3) werden die besten Tiere ausgewählt und miteinander verpaart, gegebenenfalls auch mit besonders geeigneten F2-Individuen.

Neben diesem Haupt-Zuchtplan können gemäß dem Projektleiter Kropp auch andere Kreuzungsvarianten zwischen den Ausgangsrassen vorgenommen werden, um gegebenenfalls ein genaueres Verständnis der Vererbungswege einzelner Merkmale zu bekommen.

## Zuchtgeschichte

### Zuchttiere der Ausgangsrassen

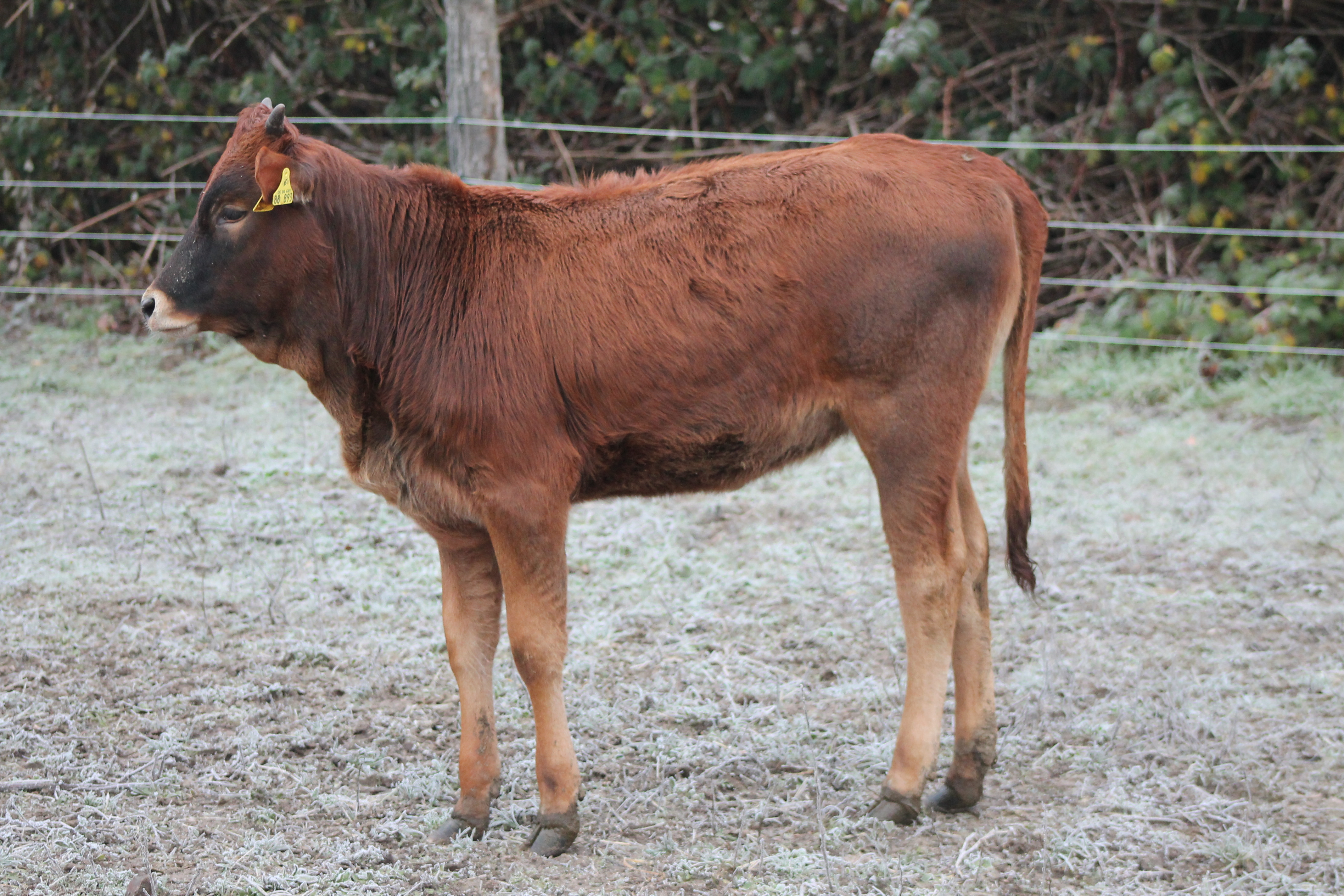
Kreuzungskuhkalb Ambra der F1Generation (Watussi × Maremmana), Dezember 2017

Das Auerrindprojekt besitzt zurzeit 18 Tiere der Ausgangsrassen. An weiblichen Tieren sind vier Chianinakühe, drei Sayaguesafärsen, drei Ungarische Steppenrindfärsen, zwei Maremmanafärsen und eine Watussifärse vorhanden. Die männlichen Rassen setzen sich aus zwei Sayaguesa-Jungstieren, einem Watussi-Jungstier, einem Chianinastier und einem Ungarischen Steppenrind-Jungstier zusammen.

### Kreuzungstiere
Bislang wurden nach Angaben des Projektleiters Kropp acht Kreuzungstiere der F1-Generation geboren:
- 2016 ein Sayaguesa × Ungarisches Steppenrind Kuhkalb,[27]
- 2017 zwei Watussi × Maremmana Kälber (ein Kuh- und ein Stierkalb)[28] sowie ein Watussi × Sayaguesa Stierkalb,[29]
- 2018 zwei Sayaguesa × Steppenrind Stierkälber[19] sowie zwei Sayaguesa × Chianina Kälber (ein Kuh- und ein Stierkalb),[30] bis zu sieben weitere Kreuzungskälber werden noch erwartet.[31][19]

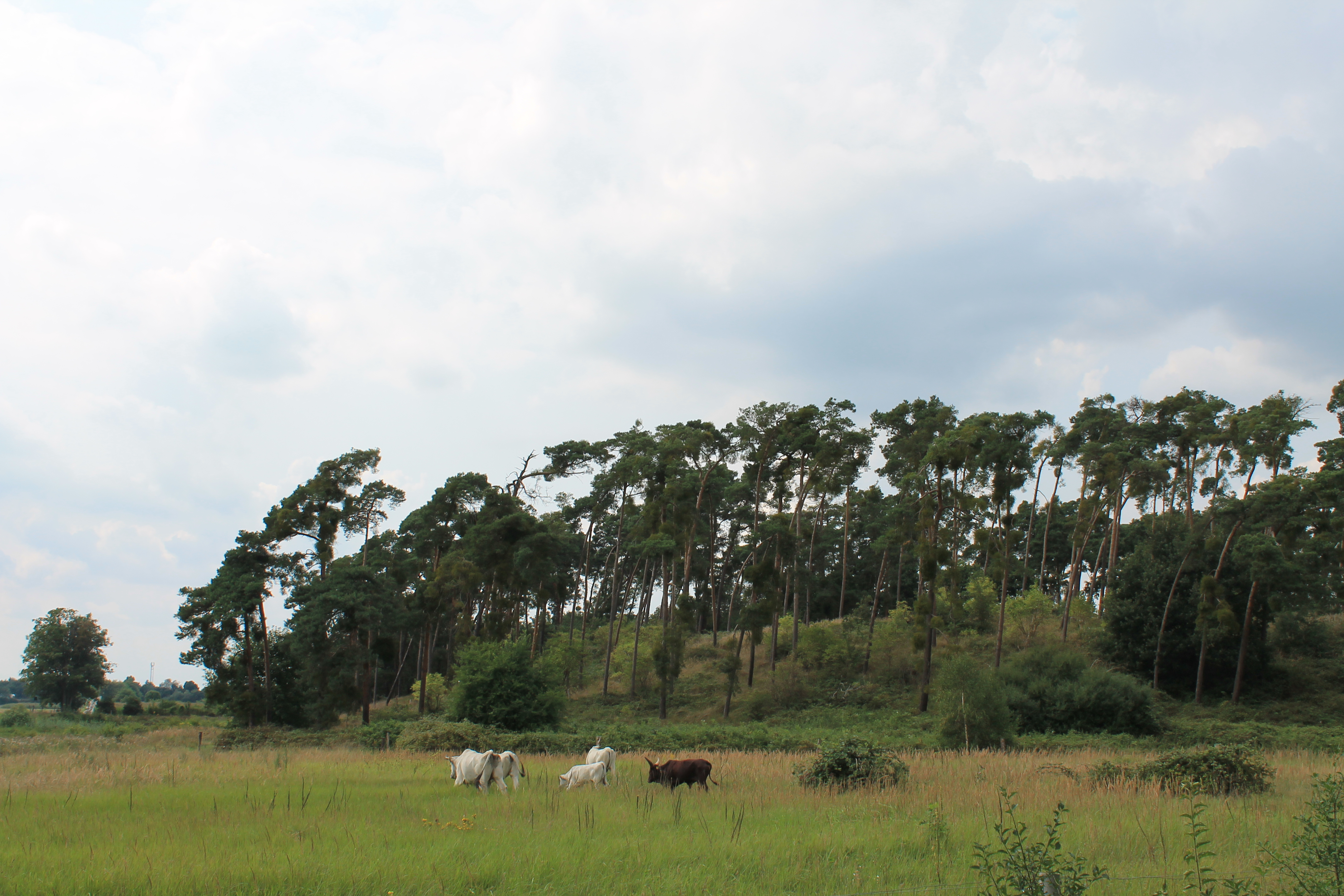
Zuchtgebiet Lorsch: Beweidungsprojekt Wattenheimer Brücke an der Weschnitz bei Lorsch mit Chianinakühen und Watussistier, August 2014

## Zuchtgebiete
Der Schwerpunkt der Züchtung liegt im hessischen Landkreis Bergstraße. Zuchtstandorte befinden sich hier bei Lorsch und Einhausen. Für 2018 geplant ist die Eröffnung von Zuchtstandorten bei Bensheim und Groß-Rohrheim, wo die Tiere jeweils auf Weideflächen mit Wasserbüffeln vergesellschaftet leben werden.
Außerhalb Hessens gibt es zurzeit zwei Zuchtstandorte, den Landschaftspflegebetrieb Hohmeyer bei Bielefeld in Nordrhein-Westfalen und den Wildpark Schwarzach in Unterschwarzach im Neckar-Odenwald-Kreis in Baden-Württemberg.

## Wissenschaft und Bildung
Kropps Projektziel ist es, neben der Züchtung des Auerrindes auch den Wissensstand über den Auerochsen zu vertiefen.

### Wissenserwerb
Seit 2017 läuft im Rahmen des Auerrindprojektes ein umfassendes Forschungsprojekt, in dem alle im Oberrheingebiet gefundenen Auerochsenschädel erfasst, datiert und vermessen werden. Neben Erkenntnissen zur allgemeinen Morphologie sollen nach Kropp die Daten auch Erkenntnisse zu morphologischen Veränderungen des Auerochsen über die Jahrtausende in einer fest umrissenen Kleinregion liefern.
Des Weiteren wurden gemäß dem Projektleiter in Kooperation mit der Universität Kiel einem Aurochsenschädel aus Bensheim eine DNA-Probe entnommen. Diese wird zurzeit sequenziert und anschließend ausgewertet.

### Wissensvermittlung
Gemeinschaftlich mit dem UNESCO Geopark Bergstraße Odenwald wurde die Museumsausstellung „Der Auerochse – eine Spurensuche“ erstellt, die die Geschichte des Auerochsen, seine ökologische Rolle, seine Bedeutung für den Menschen, den aktuellen Forschungsstand insbesondere in der Molekulargenetik, sowie die derzeitigen Abbildzüchtungen und deren Bedeutung für den Naturschutz beleuchtet. Diese Ausstellung lief vom 28. Januar bis zum 6. Mai 2018 im Museumszentrum Lorsch.
Ebenfalls 2018 wurde eine internationale Fachkonferenz, „The Aurochs – breeding back and natural grazing for a wilder future?“ („Der Auerochse – Rückzüchtung und natürliche Beweidung für eine wildere Zukunft?“), entwickelt und in Lorsch abgehalten, an der neben dem Auerrindprojekt auch das nordrhein-westfälische Taurusprojekt und das niederländische Tauros-Programm sowie Wissenschaftler und Naturschutzmanager beider Länder teilnahmen.

## Projektpartner
Das Projekt wird gemeinschaftlich betrieben von:
- Experimentalarchäologischen Freilichtlabor Lauresham (Gründer des Projekts)
- Förderkreis Große Pflanzenfresser im Kreis Bergstraße e. V.
- Landschaftspflegebetrieb OWL, Felix Hohmeyer (Mitbegründer des Projekts)
- dem Kreis Lippe & die Biologische Station Kreis Paderborn Senne e. V

Der Geo-Naturpark Bergstraße-Odenwald tritt als Förderpartner auf.